# Atractodes pacificus
Atractodes pacificus là một loài tò vò trong họ Ichneumonidae.